# 387 Dywizja Strzelecka (ZSRR)
387 Dywizja Strzelecka (ros. 387-я стрелковая дивизия) – związek taktyczny (dywizja) Armii Czerwonej.
Sformowana w czasie II wojny światowej, w sierpniu/wrześniu 1941, w Akmolińsku w Kazachstanie. Broniła się przed niemieckim najeźdźcą w Obwodzie orłowskim. W 1942 poniosła ciężkie straty pod Żyzdrą. W 1943 wysłana na odsiecz Stalingradu, starła się z wojskami Ericha Mansteina. W 1944 brała udział w wyzwoleniu Krymu, niszcząc pozycje okupanta w Perekopie i Sewastopolu.